# Маурер, Райнер
Ра́йнер Ма́урер (нем. Reiner Maurer; род. 16 февраля 1960, Миндельхайм, Бавария) — немецкий футболист и футбольный тренер.

## Биография

### Карьера игрока
В юности играл за клубы «Мемминген» и «Унтерхахинг». В начале сезона 1983/84 заключил контракт с мюнхенской «Баварией», за которую сыграл 7 матчей в Бундеслиге и 2 матча в еврокубках. Дебютировал за неё 20 августа 1983, когда «Бавария» выиграла у «Арминии» из Билефельда со счётом 3:1. В начале сезона 1984/85 перешёл в Штутгарт, там он появлялся на поле 11 раз. С 1985 по 1987 год играл во Второй Бундеслиге, сначала за «Карлсруэ» (25 игр, 3 забитых мяча), затем за билефельдскую «Арминию» (22 игры, 1 гол). После этого уехал за границу играть за швейцарский клуб «Олд Бойз» из Базеля. Там Маурер играл с 1987 по 1989 год. По возвращении в Германию присоединился к команде «Мюнхен 1860», которая играла в Лиге Баварии (тогда 3 по силе дивизион в немецком футболе). Вместе с Маурером она поднялась в Бундеслигу. За этот мюнхенский клуб играл до 1995 года. Карьеру игрока Маурер завершил в 1996 году в клубе «Гармиш-Партенкирхен».

### Тренерская карьера
Первыми клубами в его тренерской карьере были «Гармиш-Партенкирхен», «Мисбах» и «Мемминген». С ноября 2001 по декабрь 2004 года Маурер работал ассистентом главного тренера в «Мюнхене 1860». 5 декабря 2004 года заменил Руди Боммера на посту главного тренера мюнхенцев. Хотя Маурер шёл со своей командой на 4 месте после первого круга сезона 2005/06 и тем самым был самым успешным тренером мюнхенского клуба после его вылета во Вторую Бундеслигу в 2004 году, 22 января 2006 тогдашний президент клуба Карл Ауэр сместил его с тренерской должности. После истечения контракта 30 июня 2006 Маурер возглавил греческий клуб ОФИ. Под его руководством команда показывала хорошие результаты и закончила сезон 2006/07 на 7 месте. В следующем сезоне команда к ноябрю занимала 13 место, и 12 ноября 2007 года Маурер был уволен. По итогам сезона команда заняла 14 место и выбыла из Суперлиги. После этого в течение нескольких лет немец работал ещё в двух греческих клубах — «Родосе» и «Кавале». Летом 2010 года он вернулся обратно в «Мюнхен 1860». Изначально он рассматривался там как тренер второй команды, но после того как контракт с Эвальдом Линеном был досрочно расторгнут по обоюдному согласию, 25 июня Маурер занял пост главного тренера. 17 ноября 2012 года Маурер был уволен из клуба в связи с неудовлетворительными спортивными результатами.

## Достижения
«Бавария»
- Победитель Кубка Германии: 1984